# Dipurena strangulata
Dipurena strangulata är en nässeldjursart som beskrevs av Edward McCrady 1859. Dipurena strangulata ingår i släktet Dipurena och familjen Corynidae. Inga underarter finns listade i Catalogue of Life.